# Thaumastura cora
Il forbicino del Perù o coda a cesoie del Perù (Thaumastura cora (R.Lesson & Garnot, 1827)) è un uccello della famiglia Trochilidae, diffuso in Perù e Cile. È l'unica specie nota del genere Thaumastura.